# Tougan Airport
Tougan Airport är en flygplats i Burkina Faso. Den ligger i den centrala delen av landet, 180 km väster om huvudstaden Ouagadougou. Tougan Airport ligger 296 meter över havet.
Terrängen runt Tougan Airport är platt, och sluttar västerut. Närmaste större samhälle är Tougan, 1,6 km norr om Tougan Airport.
Omgivningarna runt Tougan Airport är i huvudsak ett öppet busklandskap. Runt Tougan Airport är det ganska glesbefolkat, med 47 invånare per kvadratkilometer.